# قائمة أزواج أو شركاء رئيس فرنسا
هذه قائمة زوجات أو شريكات رئيس جمهورية فرنسا غالبًا ما تلعب زوجات أوشركاء رئيس فرنسا دور بروتوكول في قصر الإليزيه وخلال الزيارات الرسمية ، على الرغم من عدم امتلاكهم لقب رسمي.في فرنسا ، يظل دور السيدة الأولى غير مريح. في أحسن الأحوال ، السيدة الأولى ببساطة غير موجودة في القانون الفرنسي. ليس لزوج الرئيس أي وضع رسمي. في أسوأ الأحوال ، يُنظر إليه على أنه انحراف ، أمركة للحياة السياسية ليس لها مكان طبيعي في الجمهورية .
 بريجيت ماكرون هي زوجة الرئيس الحالي إيمانويل ماكرون ، الذي تولى منصبه في 14 مايو 2017.
تاريخيا ، كانت زوجة الرئيس الفرنسي شخصية سرية. لم تكن إيفون ديغول تتودد إلى المشاهير. وبينما كانت دانييل ميتران ، على سبيل المثال لا الحصر ، غير عادية في دفاعها الصريح عن القضايا اليسارية ، كانت آن بينجوت ، القرينة الحقيقية للرئيس فرانسوا ميتران ، حذرة للغاية لدرجة أنها ظلت سرية ، إلى جانب ابنة الزوجين ، طوال حياته في قصر الإليزيه.
ومع ذلك ، فقد سرق أزواج الرؤساء الفرنسيين مؤخرًا الأضواء بطرق مذهلة. تركت زوجة نيكولا ساركوزي الثانية ، سيسيليا ، الرئيس المحافظ المنتخب حديثًا بعد شهور فقط من ولايته في عام 2007. وسرعان ما كان لدى ساركوزي ذراع نجمة البوب وعارضة الأزياء السابقة كارلا بروني . علم الجمهور بالرومانسية الزوبعة من لقطات المصورون لرحلتهم إلى ديزني لاند باريس ؛ تزوج ساركوزي من بروني بعد تسعة أشهر فقط من فوزه بالمنصب.

## قائمة أزواج أو شركاء رؤساء فرنسا
| صورة | اسم                    | علاقتها به | الرئيس                  | فترة          | ملاحظات                                                                                                  |
| ---- | ---------------------- | ---------- | ----------------------- | ------------- | --- |
|      | إليز تيير              | زوجة       | أدولف تيير              | 1871 - 1873   | كانت إليز تيير زوجة أدولف تيير أول رئيس للجمهورية الفرنسية الثالثة.                                      |
|      | إليزابيث دي ماك ماهون  | زوجة       | باتريس دو مكماهون       | 1873 - 1879   | |
|      | كورالي غريفي           | زوجة       | جول كريفي               | 1879–1887     | |
|      | سيسيل كارنو            | زوجة       | ماري فرانسوا سعدي كارنو | 1887–1894     | |
|      | هيلين كازيمير بيرييه   | زوجة       | جان كازيمير بيرييه      | 1894–1895     | |
|      | بيرث فور               | زوجة       | فيليكس فور              | 1895–1899     | |
|      | ماري لويز لوبيه        | زوجة       | إيميل لوبيه             | 1899–1906     | |
|      | جين فاليير             | زوجة       | أرمان فاليير            | 1906–1913     | |
|      | هنرييت بوانكاريه       | زوجة       | ريمون بوانكاريه         | 1913–1920     | |
|      | جيرمين ديشانيل         | زوجة       | بول ديشانيل             | 1920–1920     | |
|      | جين ميلران             | زوجة       | ألكسندر ميلران          | 1920–1924     | |
|      | جين دومرغ              | زوجة       | غاستون دومرغ            | 1931–1931     | |
|      | بلانش دومير            | زوجة       | بول دومير               | 1931–1932     | |
|      | مارغريت لوبران         | زوجة       | ألبير فرانسوا لوبران    | 1932–1940     | |
|      | ميشيل أوريول           | زوجة       | فينسنت أوريول           | 1947–1954     | زوجة أول رئيس الجمهورية الفرنسية الرابعة.                                                                |
|      | جيرمين كوتي            | زوجة       | رينيه كوتي              | 1954–1955     | |
|      | إيفون ديغول            | زوجة       | شارل ديغول              | 1959–1969     | زوجة أول رئيس الجمهورية الفرنسية الخامسة.                                                                |
|      | كلود بومبيدو           | زوجة       | جورج بومبيدو            | 1969–1974     | |
|      | آن أيمون جيسكار ديستان | زوجة       | فاليري جيسكار ديستان    | 1974–1981     | |
|      | دانيال ميتران          | زوجة       | فرنسوا ميتران           | 1981–1995     | |
|      | برناديت شيراك          | زوجة       | جاك شيراك               | 1995–2007     | |
|      | سيسيليا ساركوزي        | زوجة       | نيكولا ساركوزي          | 2007          | طلق سيسيليا سيجانر ألبينيز ونيكولا ساركوزي خلال سنته الأولى في المنصب. تزوج ساركوزي وبروني بعد عدة أشهر. |
|      | كارلا بروني ساركوزي    | زوجة       | نيكولا ساركوزي          | 2008–2012     | طلق سيسيليا سيجانر ألبينيز ونيكولا ساركوزي خلال سنته الأولى في المنصب. تزوج ساركوزي وبروني بعد عدة أشهر. |
|      | فاليري تريفلير         | شريكة      | فرانسوا أولاند          | 2012–2014     | لم يتزوج تريرويللر وهولاند قط ، لكنها كانت تعتبر على نطاق واسع "السيدة الأولى بحكم الواقع".              |
|      | بريجيت ماكرون          | زوجة       | إيمانويل ماكرون         | 2017–حتى الان | |